# Autovía Pontevedra-Vigo

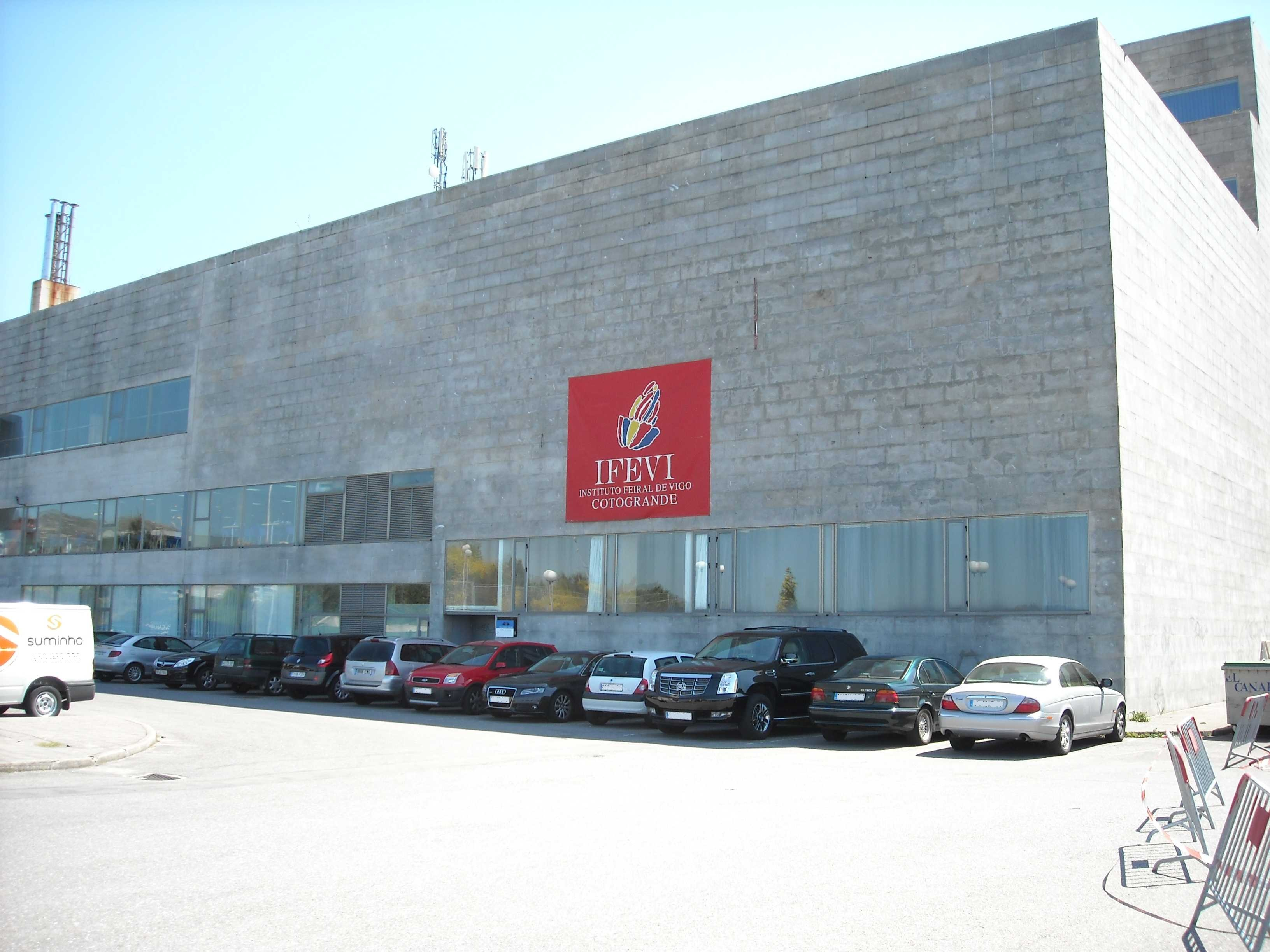
Instituto Ferial de Vigo.

La autovía Pontevedra-Vigo o A-59 es una autovía (de conexión) proyectada que uniría Vilaboa con Vigo, desde la autovía A-57. La autovía pretende unir Vilaboa (conexión con A-57 hacia Pontevedra-Barro) con Vigo, la obra que construirá para conectar de Pontevedra a Vigo.
La autovía está a la espera para licitar las obras, que estaban previsto para 2009 se ha retrasado sine die a causa de la crisis económica.
La autovía tendrá las siguientes enlaces:
- Vilaboa (AP-9, A-57, N-550)
- Arcade (PO-2908)
- Redondela Norte (PO-250)
- Redondela Sur (N-550)
- Aeropuerto de Peinador Norte (N-555, N-556)
- Aeropuerto de Peinador Sur (IFEVI, AP-9)

## Tramos
| Denominación | Tramo                              | Kilómetros | Estado (2025)                                              |
| ------------ | ---------------------------------- | ---------- | ---------------------------------------------------------- |
|              | Vilaboa A-57 - O Viso              | 9,2        | Proyecto caducado (pendiente actualización nuevo proyecto) |
|              | O Viso - Arrufana                  | 9,2        | Proyecto caducado (pendiente actualización nuevo proyecto) |
|              | Arrufana - Aeropuerto de Vigo AP-9 | 4,7        | Proyecto caducado (pendiente actualización nuevo proyecto) |